# William James Jones
William James Jones (Chicago, Illinois, 4 de Agosto de 1972) é um ator estadunidense, mais conhecido por interpretar Tony Wicks em California Dreams. Desde então, ele também participou de outras séries de televisão como Living Single e USA High.

## Filmografia

### Televisão
- 2002 The West Wing como Jamie Dawson
- 2002 The District como Agt. Stewart
- 1999 The Pretender como C.J. Wocheck
- 1999 USA High como Dwane "Excess" Wilson
- 1998 Living Single como Phil
- 1997 California Dreams como Tony Wicks

### Cinema
- 1997 Crossing Fields como James
- 1995 Dream a Little Dream 2 como Case
- 1995 A Dangerous Place como Eddie